# Калаузлія
Калаузлія (мак. Калаузлија) — село у Північній Македонії, яке входить до общини Карбинці, що в Східному регіоні країни.
Громада складається з 61 осіб (перепис 2002): за національністю — 12 македонців,і 48 турків. Село розкинулося в низинній місцевості (середні висоти — 570 метрів), яку македонці називають Овче поле.